# Gemeinde Veržej

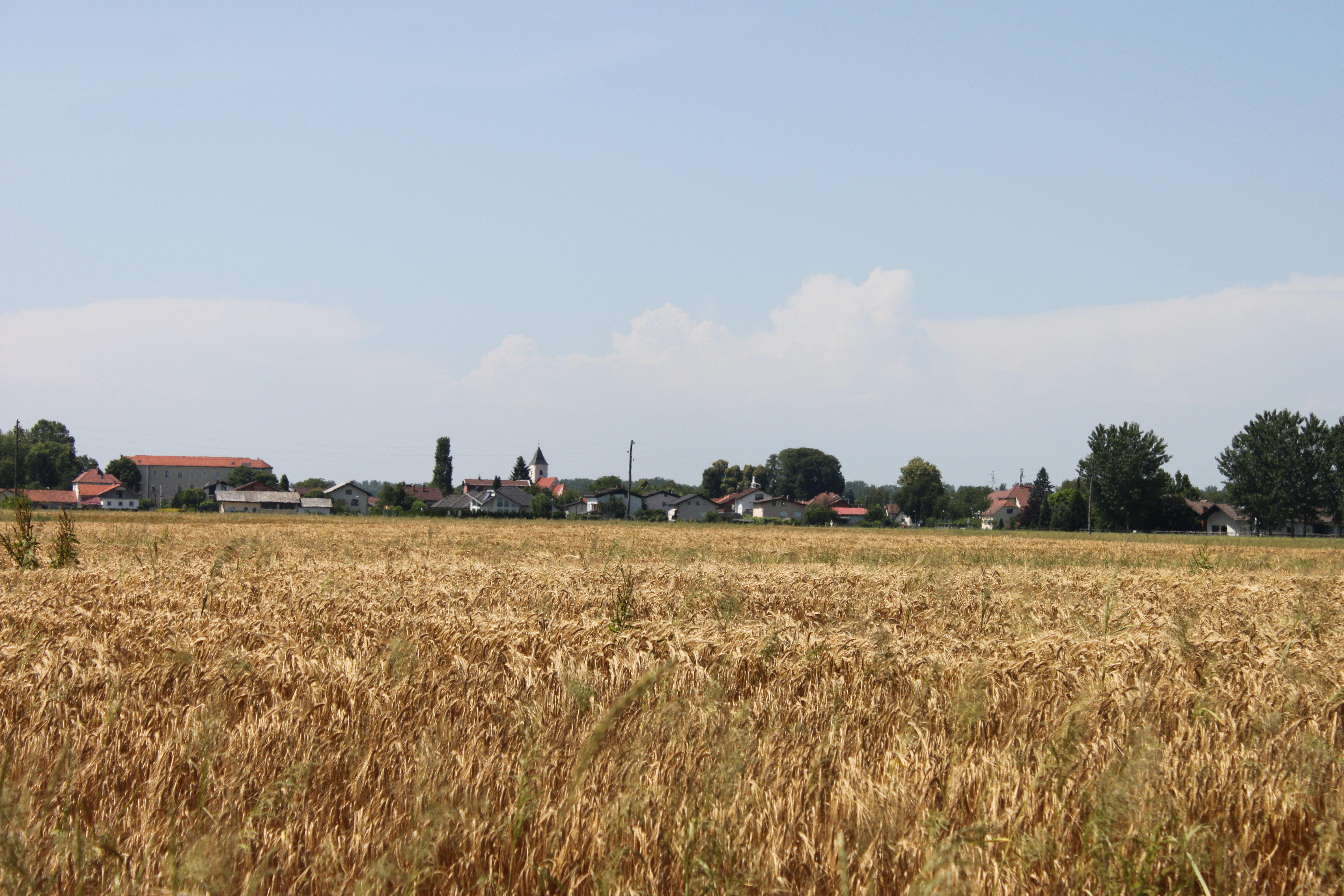
Verzej (Wernsee); Blick von Osten

Veržej (deutsch: Wernsee) ist der Name einer Gemeinde und der namensgebenden Ortschaft in der historischen Region Spodnja Štajerska in Slowenien, Sie wird heute zur statistischen Region Pomurska gezählt.

## Lage
Die Gemeinde liegt im äußersten Nordosten Sloweniens, südlich von Murska Sobota und rechtsseitig der Mur.

## Ortschaften
Die Gemeinde umfasst drei Ortschaften. In Klammern sind die deutschen Exonyme angeführt:
- Banovci (Wanofzen)
- Bunčani (Wandschen)
- Veržej (Wernsee)

### Nachbargemeinden
| Murska Sobota |                                             | Beltinci |
|               | Kompassrose, die auf Nachbargemeinden zeigt |          |
| Križevci      |                                             | Ljutomer |

## Sehenswürdigkeiten

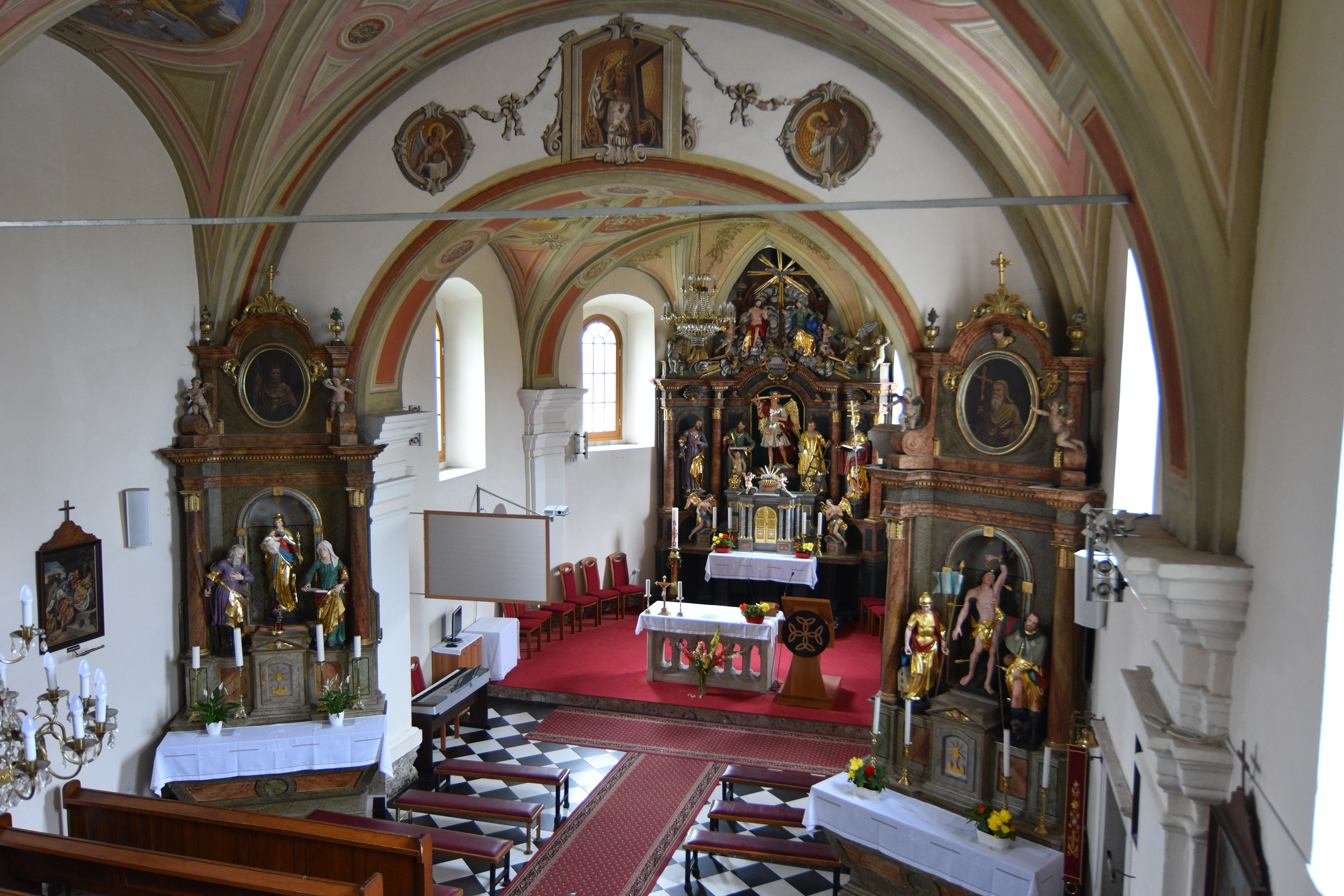
Saint Michael (Veržej)

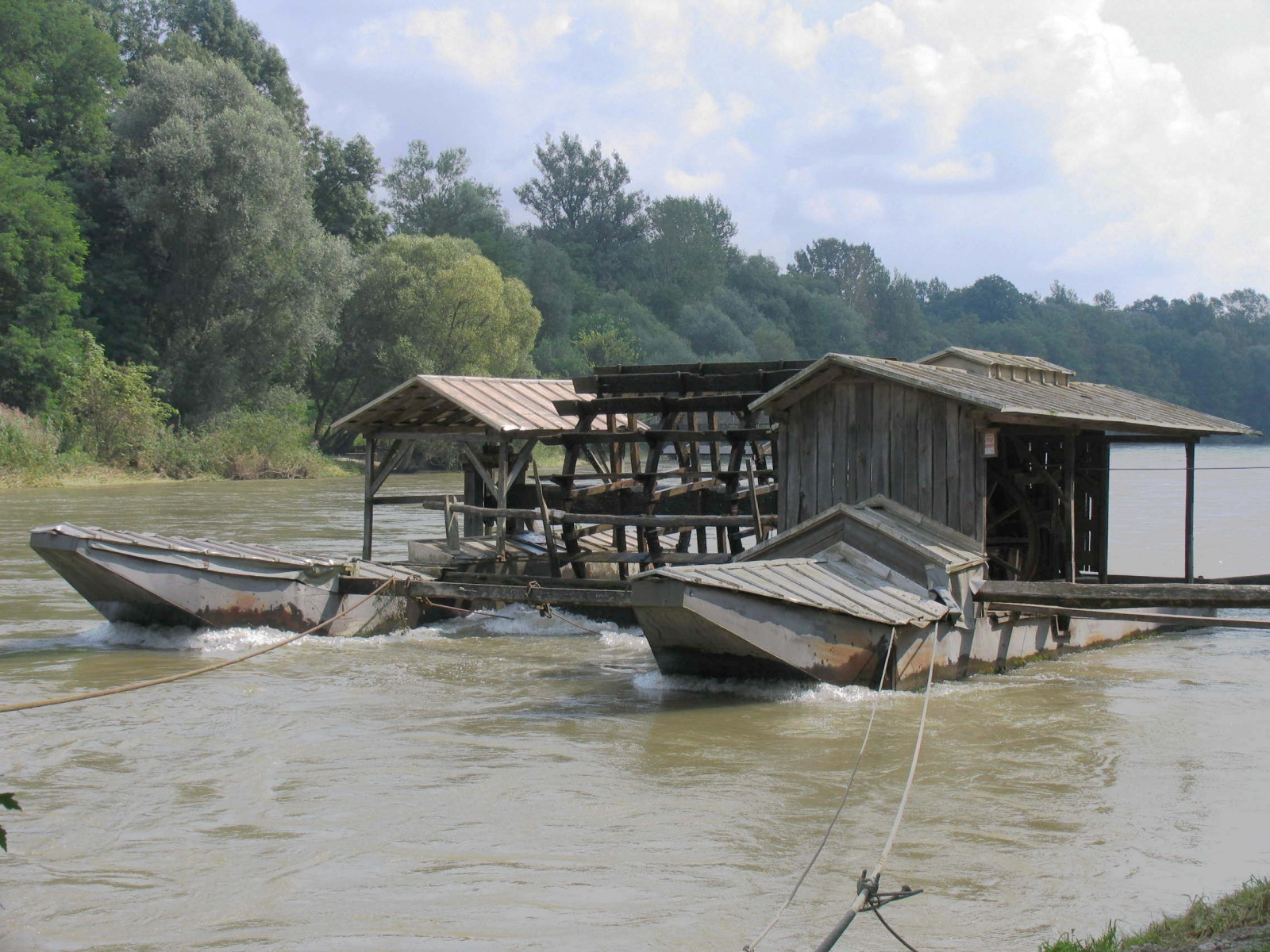
Schiffsmühle bei Veržej

- An der Mur waren in vergangener Zeit viele Wassermühlen in Betrieb. Eine der wenigen erhaltenen Schiffsmühlen steht bei Veržej.
- Überregional ist die Gemeinde vor allem für die Therme Banovci bekannt, die zudem neben 2.000 m² Wasserflächen über den einzigen FKK-Thermalcampingplatz in Europa verfügt.

## Persönlichkeiten
- Slavko Osterc (* 17. Juni 1895 in Veržej, † 23. Mai 1941 in Ljubljana), Komponist
- Tone Ferenc (* 6. Dezember 1927 in Veržej; † 25. Oktober 2003 in Ljubljana), jugoslawischer Historiker und Professor an der Universität Ljubljana